# Strumień
Strumień is een stad in het Poolse woiwodschap Silezië, gelegen in de powiat Cieszyński. De oppervlakte bedraagt 6,31 km², het inwonertal 3445 (2005).

## Verkeer en vervoer
- Station Strumień